# Stazione di Palermo Vespri
La stazione di Palermo Vespri è una fermata ferroviaria di Palermo, posta sul passante ferroviario della linea Palermo-Trapani.

## Storia
La fermata di Vespri venne attivata nel 1990, in contemporanea con l'istituzione del servizio ferroviario metropolitano, in occasione del campionato del mondo 1990.
Dopo appena diciotto anni di servizio, nel 2008 la stazione entrò a far parte dei lavori di raddoppiamento e interramento dei binari voluto dal progetto del nuovo passante ferroviario di Palermo.
Per tal motivo, il 4 ottobre 2010, assieme all'intera linea da Palermo Centrale a Notarbartolo, la fermata venne chiusa nell'ambito dei lavori della Tratta A.
Nel corso dei lavori la stazione fu interrata con la tecnica cut and cover e tutto lo spiazzale su cui sorgeva originariamente la stazione è stato riqualificato, dando vita alla via Lodato posta tra il Policlinico Universitario e l'Ospedale Civico e aperta al pubblico dal maggio 2014.
Il 16 gennaio 2012, dopo due anni di lavori, la stazione venne riaperta al pubblico.

## Movimento
La fermata è servita dai treni del servizio ferroviario metropolitano, cadenzati a frequenza semioraria.